# Rue des Couples
La rue des Couples (en alsacien : Kuppelhofgass) est une rue de Strasbourg rattachée administrativement au quartier Bourse - Esplanade - Krutenau. Elle va du no 2 du quai des Bateliers à la place des Orphelins. 

## Toponymie
La voie a porté successivement différents noms, en allemand et en français : Wintgesselin (1536), Wissenwintgesselin (1544), Weisswind- ou Kuppelgasse (1585), Kübelgasse (1740), rue des Jumeaux (1794), rue des Couples (1819, 1918, 1945), impasse des Couples (1849), Kuppelhof (1872), Kuppelhofgasse (1881, 1940).

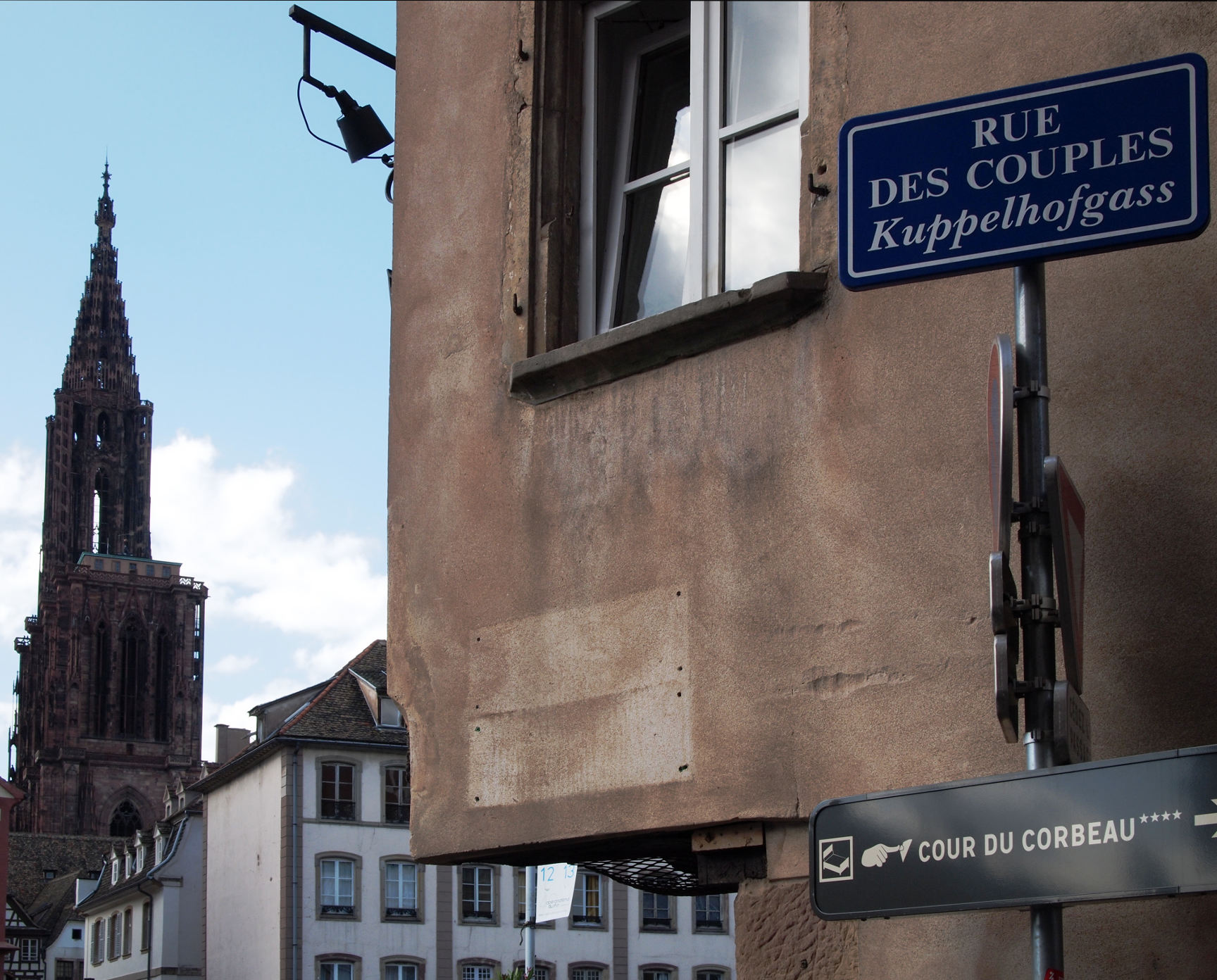
Plaque bilingue, en français et en alsacien.

Selon une hypothèse, elle devrait son nom (Kuppel) au Kuppelhof (aujourd'hui la Cour des Couples), des bâtiments appartenant à deux propriétaires, mais dont les deux cours étaient contiguës (en quelque sorte « accouplées »).
Cependant Roland Recht y voit plutôt un lien avec l'accouplement des chevaux destinés à la cavalerie urbaine, pratiqué au haras municipal qui s'y trouvait jusqu'en 1548.
Quant à Rodolphe Reuss, il met en scène, en 1883, plusieurs personnages débattant en vain de la question, à tel point qu'un notaire propose finalement de soumettre à un concours l'épineuse question « De l'origine du nom du Kuppelhof ».
Des plaques de rues bilingues, à la fois en français et en alsacien, ont été mises en place par la municipalité à partir de 1995. C'est le cas de la Kuppelhofgass.

## Histoire
À l'origine, il s'agit de l'une des nombreuses impasses du quartier qui permettaient d'accéder aux immeubles édifiés à proximité de la muraille lors de la seconde extension de l'enceinte de Strasbourg au XIIIe siècle.
En 1881, elle est prolongée en rue débouchant sur la place des Orphelins.

## Bâtiments remarquables

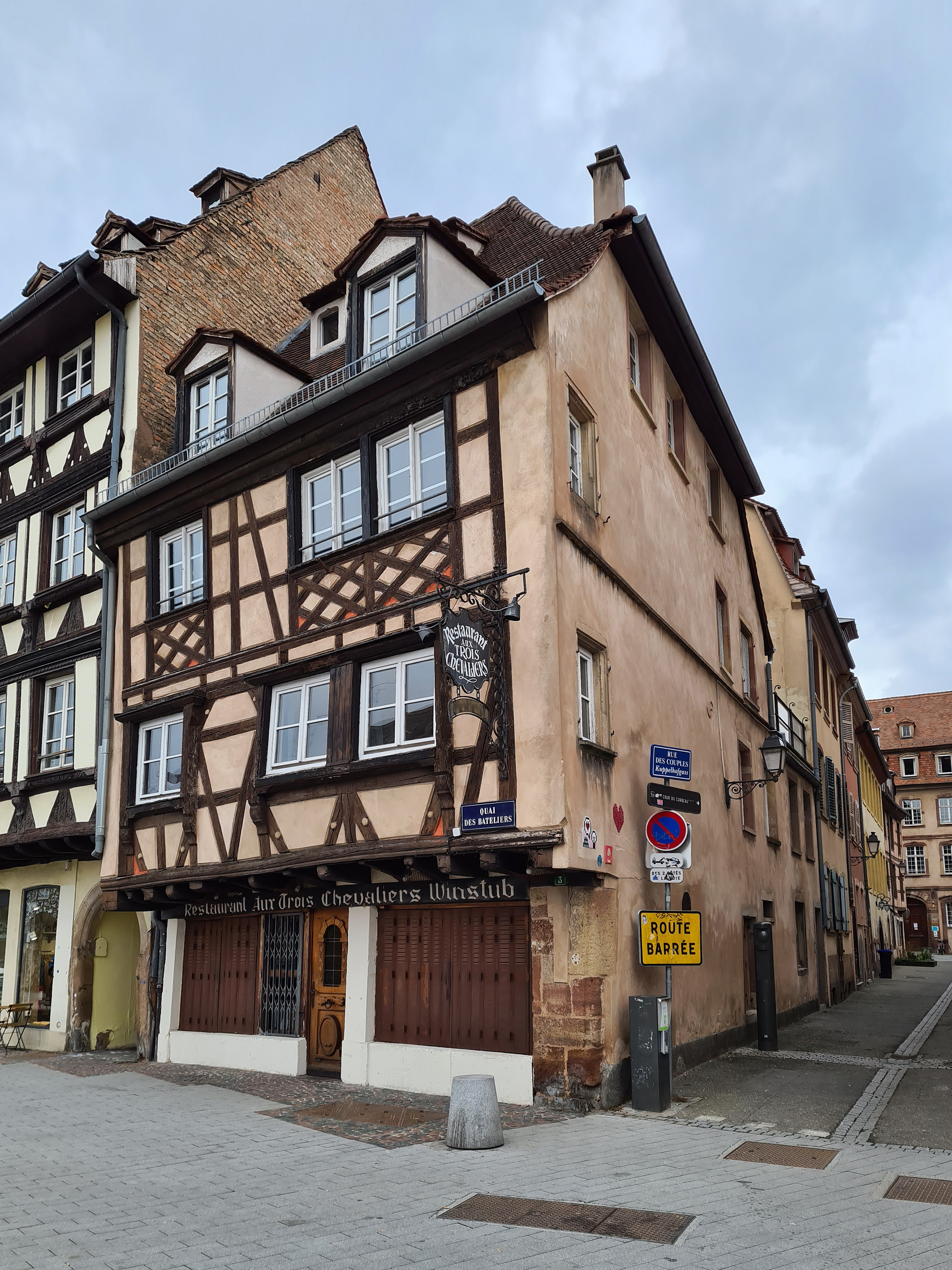
À l'angle du no 3, quai des Bateliers.

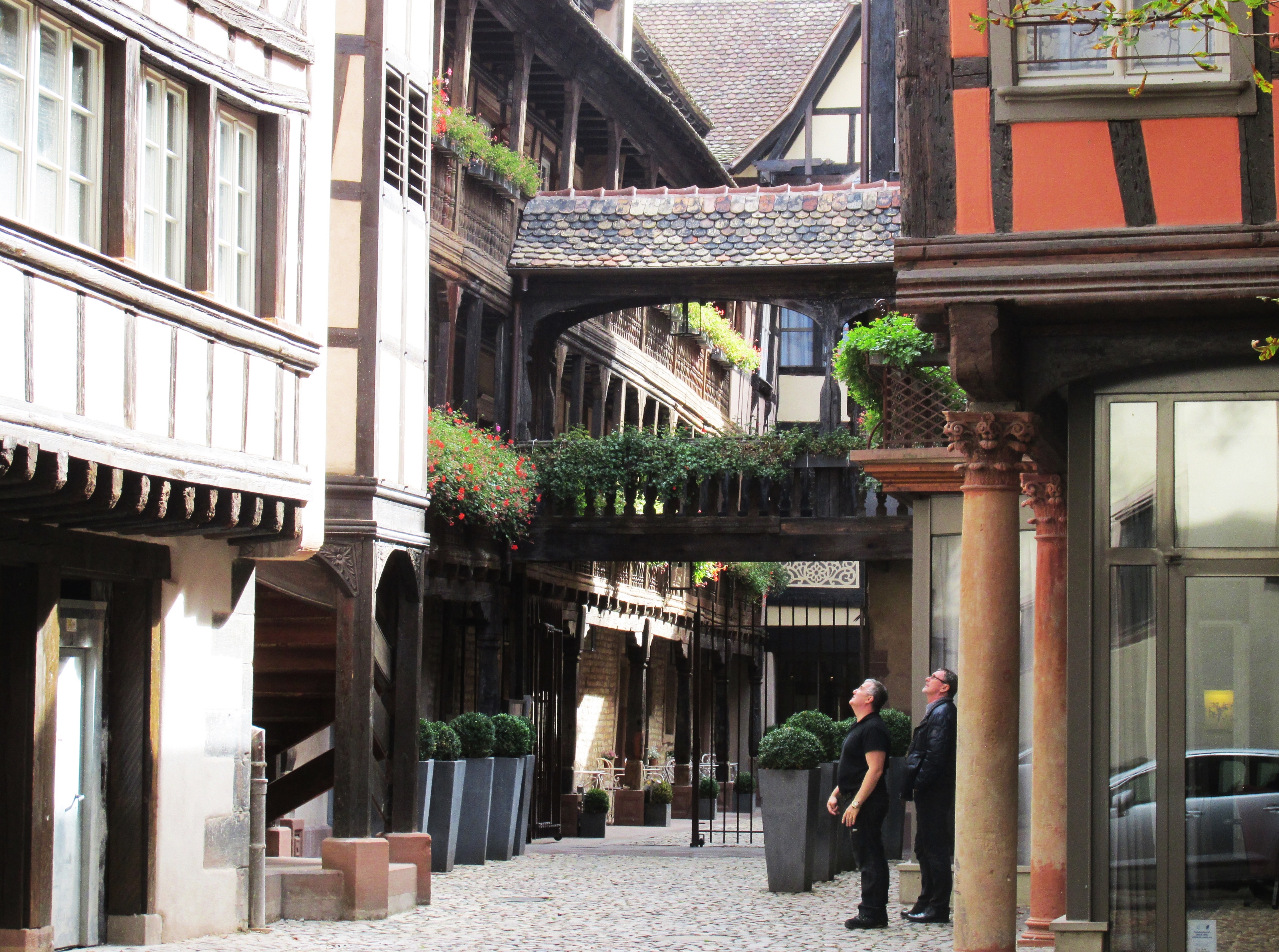
Entrée de l'hôtel au no 6.

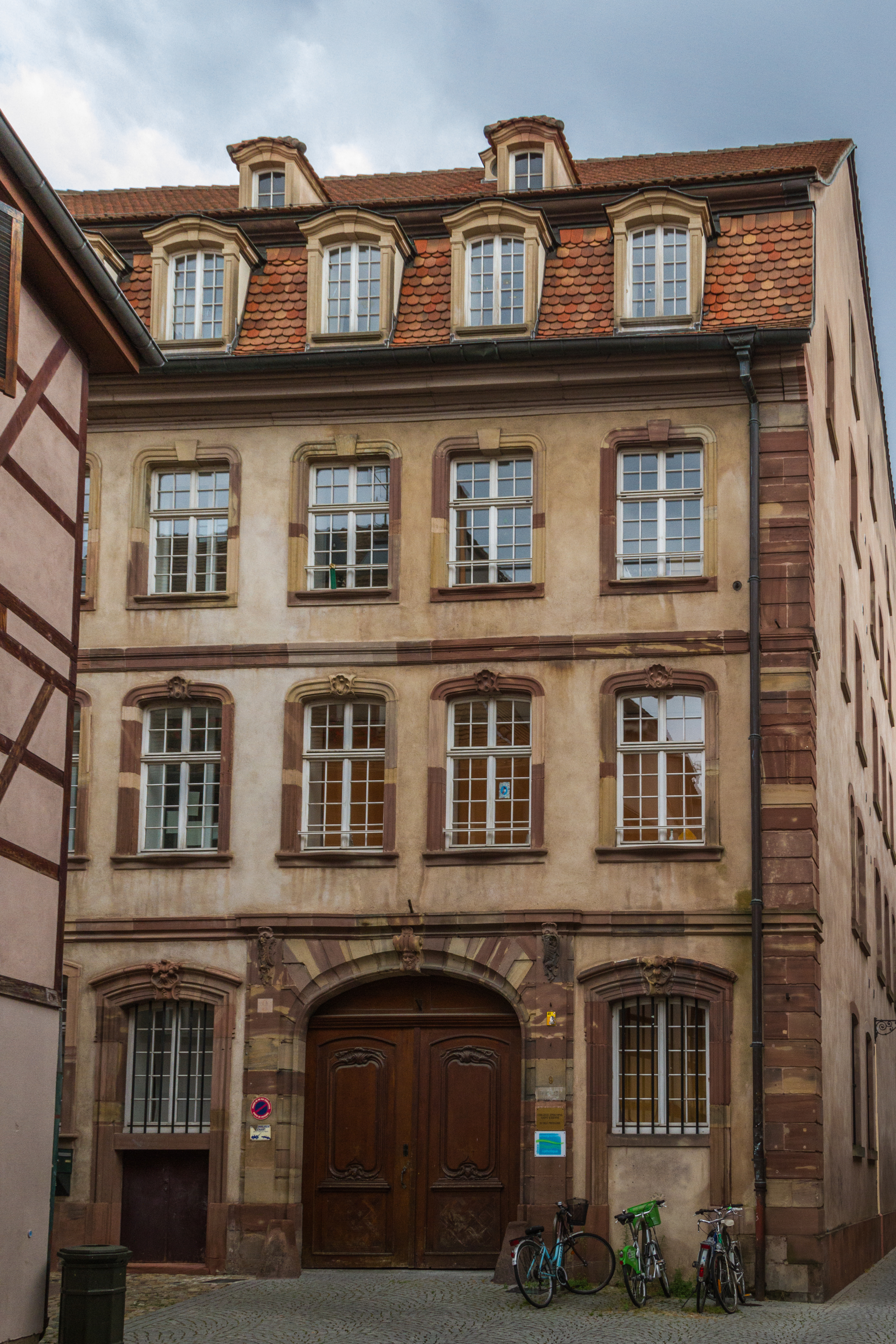
Façade sur rue au no 9.

- nos 6-8 : La Cour du Corbeau, ancienne hostellerie du XVIe siècle, dont l'ensemble des façades et toitures font l'objet d'un classement au titre des monuments historiques depuis 1930[5], fait l'angle avec le no 1 du quai des Bateliers. Depuis l'inauguration d'un hôtel de luxe en 2009, l'entrée principale se fait au no 6[1].
- no 9 : La Cour des Couples, un édifice reconstruit par le marchand Jean Hammerer vers 1762 (d'où son appellation « ancien hôtel Hammerer »),  est un exemple du style « rococo strasbourgeois ». Disposé en équerre autour d'une cour, il présente deux façades caractéristiques du XVIIIe siècle.  Celle qui donne sur la rue des Couples comprend trois étages de huit travées, avec un portail d'honneur à droite. Le décor sculpté se concentre sur ce portail et sur les clés de cintre du premier étage par un motif rocaille[2].
Depuis 1927, les façades et les toitures sur rue et sur cour font l'objet d'un classement au titre des monuments historiques[6].
Depuis 2000, le bâtiment accueille l'école primaire du collège épiscopal Saint-Étienne[7].
- no 20 : Construit vers 1880, l'édifice est orné de cordons en grès à chaque niveau. Au premier étage, les linteaux des fenêtres sont décorés de têtes entourées de branches[8].
- no 22 : Cet immeuble construit vers 1900 fait l'angle avec la petite rue d'Austerlitz[9].